# Tang Bin
Tang Bin (en chino: 唐宾; Fengcheng, 25 de abril de 1986) es una deportista china que compitió en remo.
Participó en dos Juegos Olímpicos de Verano, obteniendo una medalla de oro en Pekín 2008, en la prueba de cuatro scull, y el quinto lugar en Londres 2012, en la misma prueba. Ganó una medalla de bronce en el Campeonato Mundial de Remo de 2007.

## Palmarés internacional
| Juegos Olímpicos   | Juegos Olímpicos  | Juegos Olímpicos  | Juegos Olímpicos |
| Año                | Lugar             | Medalla           | Prueba           |
| ------------------ | ----------------- | ----------------- | ---------------- |
| 2008               | Pekín (China)     | Medalla de oro    | Cuatro scull     |
| Campeonato Mundial |                   |                   |                  |
| Año                | Lugar             | Medalla           | Prueba           |
| 2007               | Múnich (Alemania) | Medalla de bronce | Cuatro scull     |